# Bupalus albomacula
Bupalus albomacula là một loài bướm đêm trong họ Geometridae.